# Produktionspreis
Im 9. Kapitel des dritten Bands seines Hauptwerkes Das Kapital entwickelt Karl Marx aus der Profitrate den Begriff des Durchschnittsprofits und bestimmt so den Zusammenhang zwischen Wert und Preis genauer, indem er diesen Durchschnittsprofit dem Kostpreis zuschlägt: Produktionspreis einer Ware = k + p', wobei k= Kostpreis und p' = allgemeine Profitrate. 
In Abhängigkeit von der Zusammensetzung des Kapitals ergeben sich bei gleicher Mehrwertsrate und gleicher Arbeitsausnutzung durchaus unterschiedliche Produktwerte und damit unterschiedliche Mehrwerte und Profitraten. So ergibt sich für manche Wirtschaftszweige eine hohe, für andere Wirtschaftszweige eine niedrige Profitrate bei gleicher Mehrwertrate. In Wirtschaftszweigen, wo vergleichsweise viel Arbeit eingesetzt wird und wenig konstantes Kapital (z. B. 
Textilindustrie), wo also die organische Zusammensetzung niedrig ist, wäre die Profitrate hoch, und umgekehrt, in Wirtschaftszweigen mit viel konstantem Kapital und wenig Arbeitseinsatz (z. B. Kraftwerke), wo also die organische Zusammensetzung hoch ist, niedrig. Das Kapital wird aus den Branchen mit niedriger Profitrate abströmen in die Branchen mit der hohen Profitrate. Wegen des Gesetzes von Angebot und Nachfrage werden dort die Preise über ihre Werte steigen und hier unter ihre Werte sinken, und zwar solange, bis in allen Branchen die gleiche Profitrate herrscht. Dann entsprechen die Preise (jetzt in zweiter Lösung des Werteproblems), die Marx nun als Produktionspreise bezeichnet, in den einzelnen Branchen nicht mehr den Arbeitswerten. Betrachtet man die Gesamtheit aller Produktionszweige, ist die Summe der Produktionspreise der produzierten Waren gleich der Summe ihrer Werte.
In den einzelnen Branchen ist jetzt der Profit nicht mehr gleich dem Mehrwert. Gesamtwirtschaftlich ist aber die Summe aller Profite gleich der Summe aller Mehrwerte. Durch den Ausgleich der Profitraten wird also Mehrwert zwischen den Branchen umverteilt, es bildet sich tendenziell eine für alle Branchen einheitliche Profitrate, eine allgemeine Profitrate heraus.

## Theorie von Piero Sraffa
Produktionspreise spielen auch eine wichtige Rolle in der Theorie von Piero Sraffa.
Piero Sraffa hat nachgewiesen, dass der Produktionspreis den mit dem Lohnsatz multiplizierten datierten Mengen von Arbeit gleich ist. Bei dem Konzept der Datierung von Arbeitsmengen handelt es sich um eine Gewichtung der Arbeitseinheiten mittels Profitrate und konstantem Kapital. Als Ergebnis ergibt sich eine Proportionalität zwischen Produktionspreis und Arbeitseinheiten. Der Proportionalitätsfaktor ist der Lohnsatz. Die Produktionspreise bei Sraffa entsprechen den minimalen Durchschnittskosten. Diese sind wiederum notwendigerweise gleich den Grenzkosten. 
Bei der Bestimmung des Kostenminimums mittels der Marginalanalyse lässt sich zeigen, dass die Grenzkosten gleich der in Geld ausgedrückten Menge der zur Produktion gesellschaftlich notwendigen Arbeitseinheiten sind. Diese Menge von Arbeitseinheiten ist also gleich den Sraffaschen Mengen datierter Arbeit. Sie ist größer als die Menge der Arbeitsstunden, die die Arbeitskräfte arbeiten, weil diese eben wie auch bei qualifizierter Arbeit gewichtet sind. Die Differenz bildet die Mehrarbeit. 
Durch die Sraffasche Analyse und die Grenzkostenanalyse wird das Transformationsproblem also gelöst. Strittig ist, ob die Gewichtung von Arbeitszeit im Rahmen der Werttheorie akzeptabel ist.

## Grafische Darstellung
Die beiden Grafiken sollen das Problem der Transformation von Waren in Preise veranschaulichen. In der Abbildung 1 sind drei Firmen von drei verschiedenen Wirtschaftszweigen dargestellt. Alle Firmen haben den gleichen Aufwand an variablem Kapital, an Lohnkosten, in allen drei Firmen entsteht der gleiche Mehrwert, aber in der Firma der ersten Branche wird nur wenig konstantes Kapital in der Produktion benötigt, während in der Firma in der dritten Branche viel konstantes Kapital benötigt wird. 

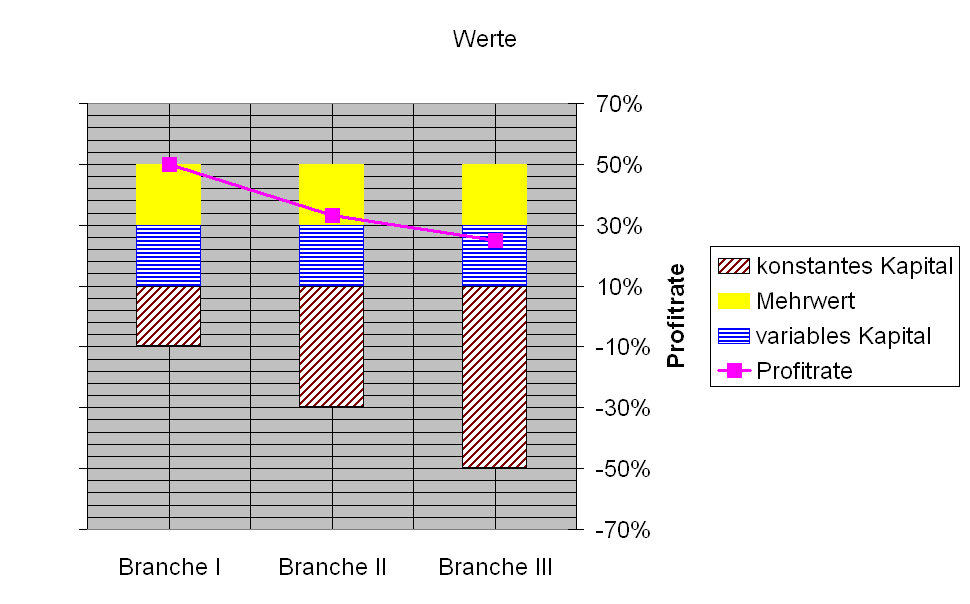
Abbildung 1

Wären die Preise gleich den Werten, dann wären auch die Profite gleich den Mehrwerten und in der Branche I würde die größte Profitrate (Verhältnis Mehrwert zum eingesetzten Kapital, das sich aus variablem und konstantem Kapital zusammensetzt), in der Branche III die niedrigste Profitrate anfallen. 
Kapitalisten werden also nicht mehr in Branche III investieren, so dass das Angebot der Branche III zurückgeht. Nach dem Gesetz von Angebot und Nachfrage fangen jetzt in Branche III die Preise an zu steigen, sie werden jetzt also größer als die Werte. 
Umgekehrt in Branche I. Hier investieren jetzt mehr Kapitalisten wegen der dortigen hohen Profitrate. Dadurch nimmt das Angebot aus Branche I zu. Nach dem Gesetz von Angebot und Nachfrage fangen die Preise in Branche I an zu sinken, sie sinken unter ihre Werte. In Branche III werden so die Profite größer als der dortige Mehrwert, in Branche I kleiner als der dortige Mehrwert. Diese Entwicklung kommt erst dann zu einem Ende, wenn die Profitraten in allen drei Branchen gleich groß sind. Dies ist in der zweiten Abbildung dargestellt. Die Profite von Branche I sind jetzt kleiner im Vergleich zum Mehrwert (Abbildung 1) und in der Branche III sind sie größer als der Mehrwert. In allen drei Branchen herrscht die gleiche Profitrate.

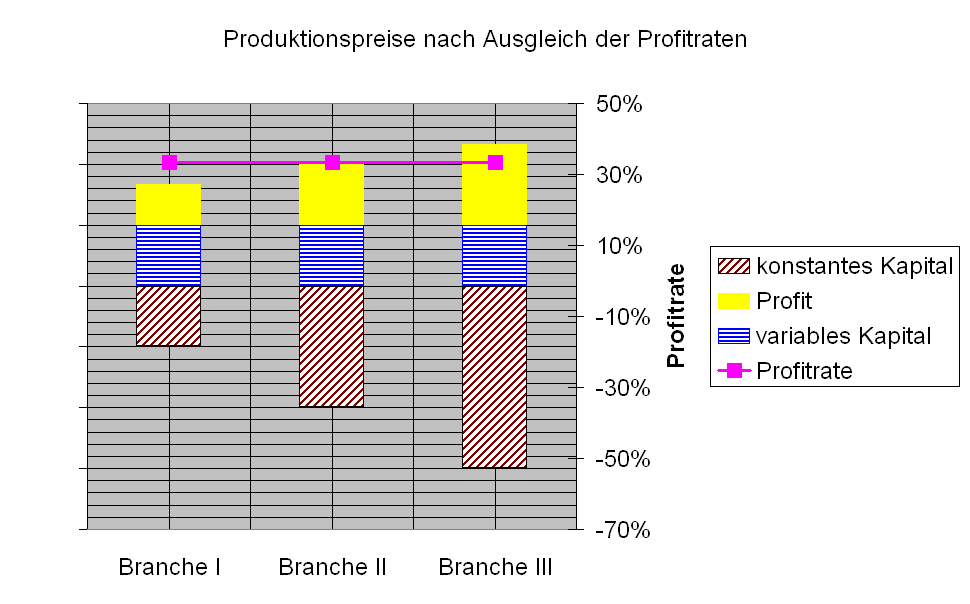
Abbildung 2